# Bundesstraße 528
Die Bundesstraße 528 (Abkürzung: B 528) ist eine deutsche Bundesstraße in Nordrhein-Westfalen.

## Überblick
- Länge: 1,9 km
- Anfangspunkt: AK Kamp-Lintfort
- Endpunkt: Kamp-Lintfort Friedrich-Heinrich-Allee

## Verlauf
Die Bundesstraße 528 bildet die südliche Umgehung von Kamp-Lintfort, welche schon seit geraumer Zeit im Bundesverkehrswegeplan vorgesehen war. Die Bauarbeiten sind abgeschlossen. Der erste Teil der B 528 zwischen der L 476 "Friedrich-Heinrich-Allee" und dem Autobahnkreuz Kamp-Lintfort (A 42 / A 57) wurde am 19. Dezember 2006 für den Verkehr freigegeben. Der zweite Abschnitt zwischen der L 476 und der B 510 im Westen Kamp-Lintforts ist zurzeit in der Planung.